# Listă de băuturi espresso
Această listă prezintă băuturile espresso pe bază de cafea. Lista nu este definitivă și poate fi completată.
Affogato: (italiană - înecat), are forma unei linguri de înghețată de vanilie peste un espresso fierbinte; variantele pot include tipuri de lichior

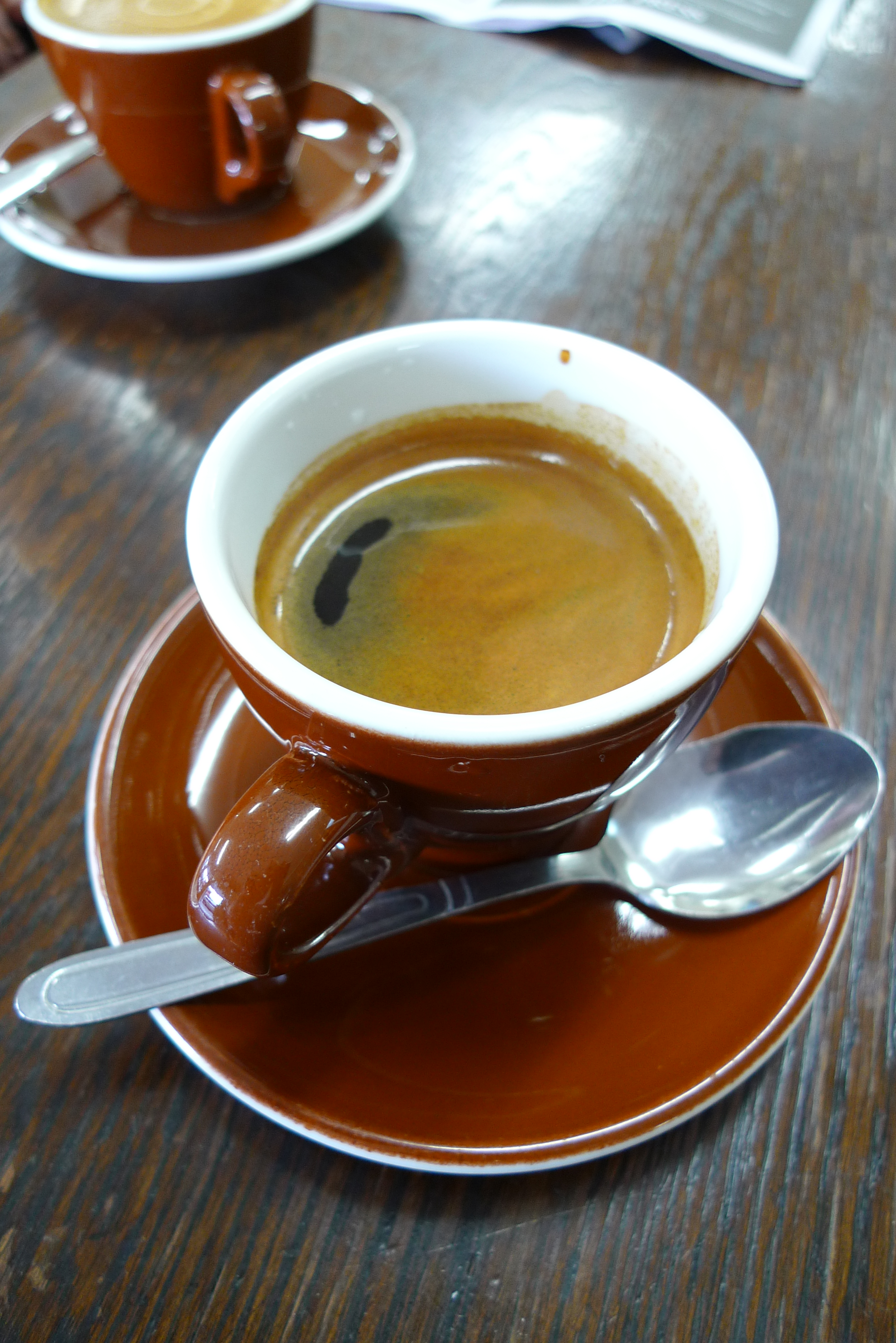
Cafea Americano

Americano: espresso cu o cantitate mare de apă caldă adăugată, pregătit în proporție de 1/3 cafea și 2/3 apă fiartă; este definită adesea cafeaua preparată în filtrele de cafea.
Bicerin: preparat cu ciocolată lichidă și lapte integral, așezate în straturi; băutură tradițională la Torino, în Italia, cunoscută încă din sec. al XVIII-lea. În anul 2001, Bicerin a fost recunoscută ca un produs tradițional piemontez.
Café au lait: („caffe latte” în Italia, „café con leche” în Spania, „Milchkaffee” în Germania, „koffie verkeerd” în Țările de Jos, „café com leite” în Portugalia și Brazilia, „Kawa biala” în Polonia); cafea cu lapte cald sau rece, băută de obicei la micul dejun.
Ca phe sua da: cafea cu gheață și lapte de origine vietnameză
Cappuccino: espresso și o cantitate de lapte spumat (proporție este de 1:5), cu gheață sau frișcă; servit în general la micul dejun. 
Carajillo: băutură spaniolă în care cafeaua este amestecată cu coniac sau rom; este versiunea băuturii italiene Coretto.
Con Panna: espresso cu o cantitate mică de frișcă. 
Corretto: espresso aromat cu lichior; deosebit de populară în nordul Italiei 
Cortado: este preparat cu o cantitate mică de lapte cald; provine de la spaniolul „cortar” care înseamnă a tăia; raportul de lapte/cafea este de 1:1-1:2; varianta italiană este macchiato 
Cubano: espresso cubanez preparat prin adăugare de zahăr Demerara
Flat White: varianta din Australia și Noua Zeelandă a băuturilor caffe latte sau café au lait. 
Fouette: de origine franceză, în care cafeaua este însoțită de un strop de rom și acoperită cu o cremă de frișcă bătută; se poate decora cu fulgi de ciocolată sau mentă.
Frappé: tip de espresso rece, cu gheață zdrobită; poate fi servit cu o varietate de topping-uri: zahăr, siropuri aromate, înghețată de vanilie, lapte rece, frișcă, lichior. Frappé a fost comercializată în principal de compania Nestlé
Frappuccino: combinație de frappé și cappuccino; este comercializată de lanțul de magazine Starbucks.
Freddo: espresso rece (engleză iced coffee), la care se adaugă o cantitate mare de lapte rece și cuburi de gheață 
Galão: băutură fierbinte din Portugalia, preparată din espresso și spumă de lapte; similar cu caffe latte sau café au lait

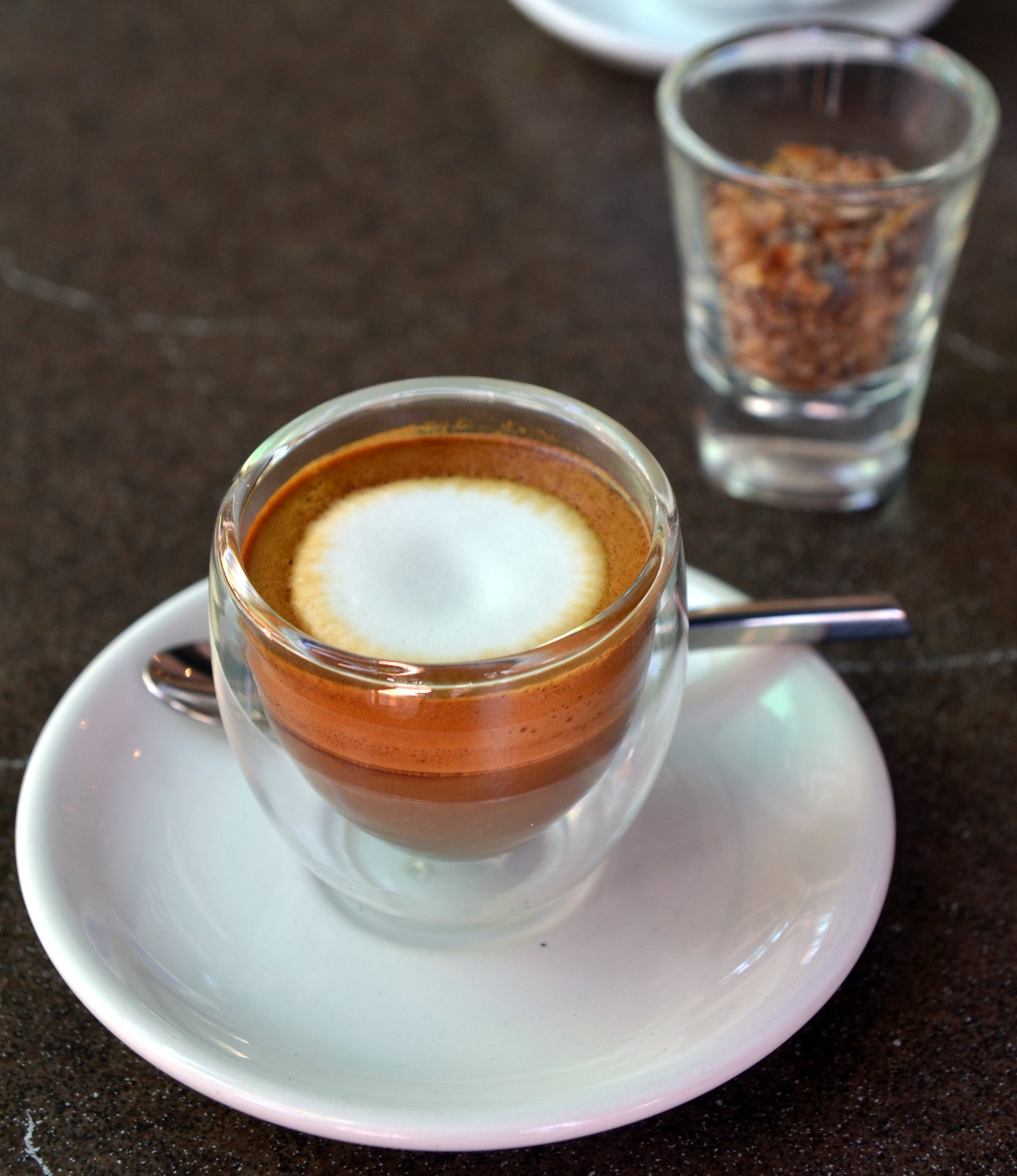
Espresso Machiato

Latte: sau caffè latte; se prepară prin turnarea peste espresso a unei cantități mari de lapte spumat 
Long Black: espresso deosebit de popular în Australia, Noua Zeelandă și Marea Britanie; se prepară cu o cantitate mare de apă fierbinte, la una sau două porții de espresso; similară unui Lungo și Americano
Lungo: caffè lungo, espresso lungo, sau espresso extins, se preparară cu o cantitate dublă de apă. 
Macchiato: (caffè macchiato, espresso macchiato) este un espresso servit cu puțin lapte spumat la suprafață; denumirea provine de la cuvântul italian „macchia”, care înseamnă pată. 
Mocha: băutură de cafea cu ciocolată sau cafea preparată cu boabe Mocha; de asemenea, nume utilizat pentru a descrie gustul de ciocolată al boabelor de cafea derivate din speciile de cafea Arabică; 
Red Eye: preparată dintr-o ceașcă de Americano peste care se adaugă espresso, numindu-se „red eye”, „black eye” sau „dead eye” în funcție de numărul de shot-uri de espresso adăugate.
Ristretto: espresso cu o aromă foarte intensă; se prepară cu mai puțină apă, o cantitate mai mare de cafea și la o presiune mai mare. 
Romano: espresso revigorant, pregătit cu puțin suc de lămâie sau coajă rasă de lămâie și servit cu o felie de lămâie
Shakerato: variantă a cafelei reci, espresso mixat într-un shaker cu cuburi de gheață. 